# 시투청역 (베이징시)
시투청역(중국어: 西土城站)은 중국 베이징시 하이뎬구 화위안루 가도 즈춘로·시투청로 교차로에 위치한 베이징 지하철 10호선과 창핑선의 환승역이다. 시투청이라는 이름은 원대도의 북서쪽 모퉁이에 위치하며, 샤오웨강 양쪽을 통과하는 시투청로(西土城路)에서 유래되었다.

## 위치
본 역은 하이뎬구 즈춘로 - 베이투청 서로와 쉐위안로 - 시투청로 교차점 남쪽에 위치해 있으며, 쉐즈교 아래에는 10호선 역이 원대도성벽문화유적공원 북쪽에 위치하여 동서 방향으로 배열되어 있다. 창핑선 역은 원대도성벽문화유적공원 베이투청거우(北土城沟) 남쪽에 위치하여 남북으로 이동하여 2개 노선의 역이 "T"자형으로 배열되어 있다.

## 역 구조
10호선 시투청역은 지하 2층에 섬식 승강장, 창핑선 시투청역은 지하 3층에 섬식 승강장이 각각 위치한다.

### 층별 구조
| 지면층                                     | 가도                            | A-D출입구                               |
| 지하 1층 10호선 대합실 층                  | 10호선 대합실                   | 고객센터, 자동 발매기, 출입 게이트      |
| 지하 2층 10호선 승강장 층 창핑선 승강장 층 | ←                               | ■ 10호선 외선 순환(즈춘루)              |
| 지하 2층 10호선 승강장 층 창핑선 승강장 층 | 섬식 승강장, 왼쪽 출입문이 열림 |                                         |
| 지하 2층 10호선 승강장 층 창핑선 승강장 층 | →                               | ■ 10호선 내선 순환(무단위안)            |
| 지하 2층 10호선 승강장 층 창핑선 승강장 층 | 창핑선 대합실                   | 고객센터, 자동 발매기, 출입 게이트      |
| 지하 3층 창핑선 장비실 층                  | 장비실                          | 역 장비실                               |
| 지하 4층 창핑선 승강장                     | ←                               | ■ 창핑선 창핑시산커우 방면 (쉐위안차오) |
| 지하 4층 창핑선 승강장                     | 섬식 승강장, 왼쪽 출입문이 열림 |                                         |
| 지하 4층 창핑선 승강장                     | →                               | ■ 창핑선 지먼차오 방면 (시·종착역)      |

### 대합실
10호선 시투청역은 교차로에서 남북 지하 파이프라인을 우회하기 위해 분리식 대합실을 채택하였다. 역의 동쪽과 서쪽 끝은 개방형 굴착으로 건설된 3경간 프레임 구조이고, 중앙 부분은 단일로 구성되어 있다. 남북 교통 및 지하 관로에 영향을 주지 않기 위해 지하 굴착을 한 층형 이중 아치구조로 건설되었다. 10호선 양쪽 끝 대합실과 창핑선 대합실은 베이투청거우를 통과하는 두 개의 환승 통로를 통해 연결된다. 10호선 역 재건축 단계에서 승강장과 양쪽 끝 대합실 사이에 새로운 계단이 추가되었다. 또한, 이 역은 10호선 1단계 공공 예술 작품이 있는 10개 역 중 하나다.

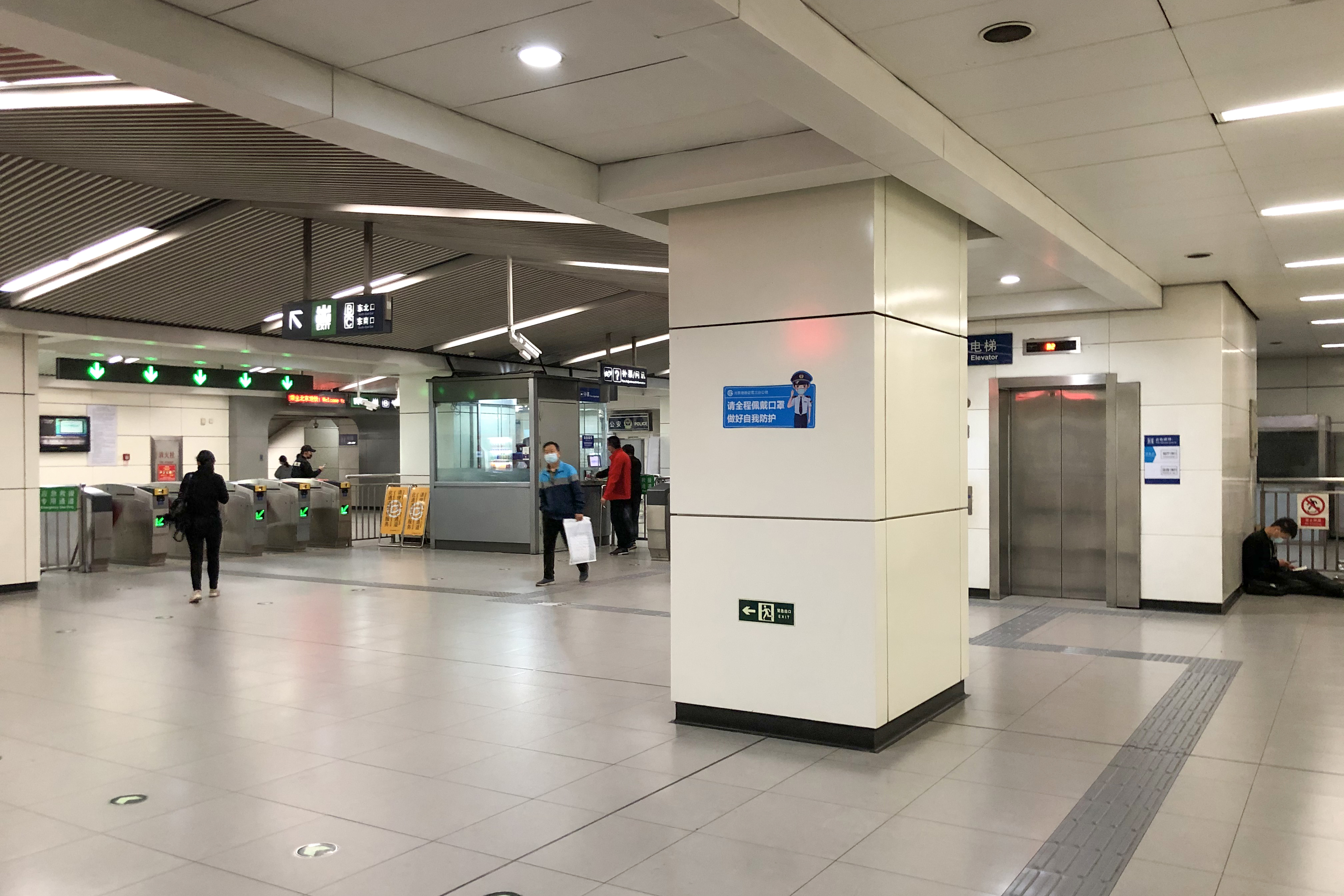
개조 전 10호선 동 대합실 (2021년 4월 촬영)
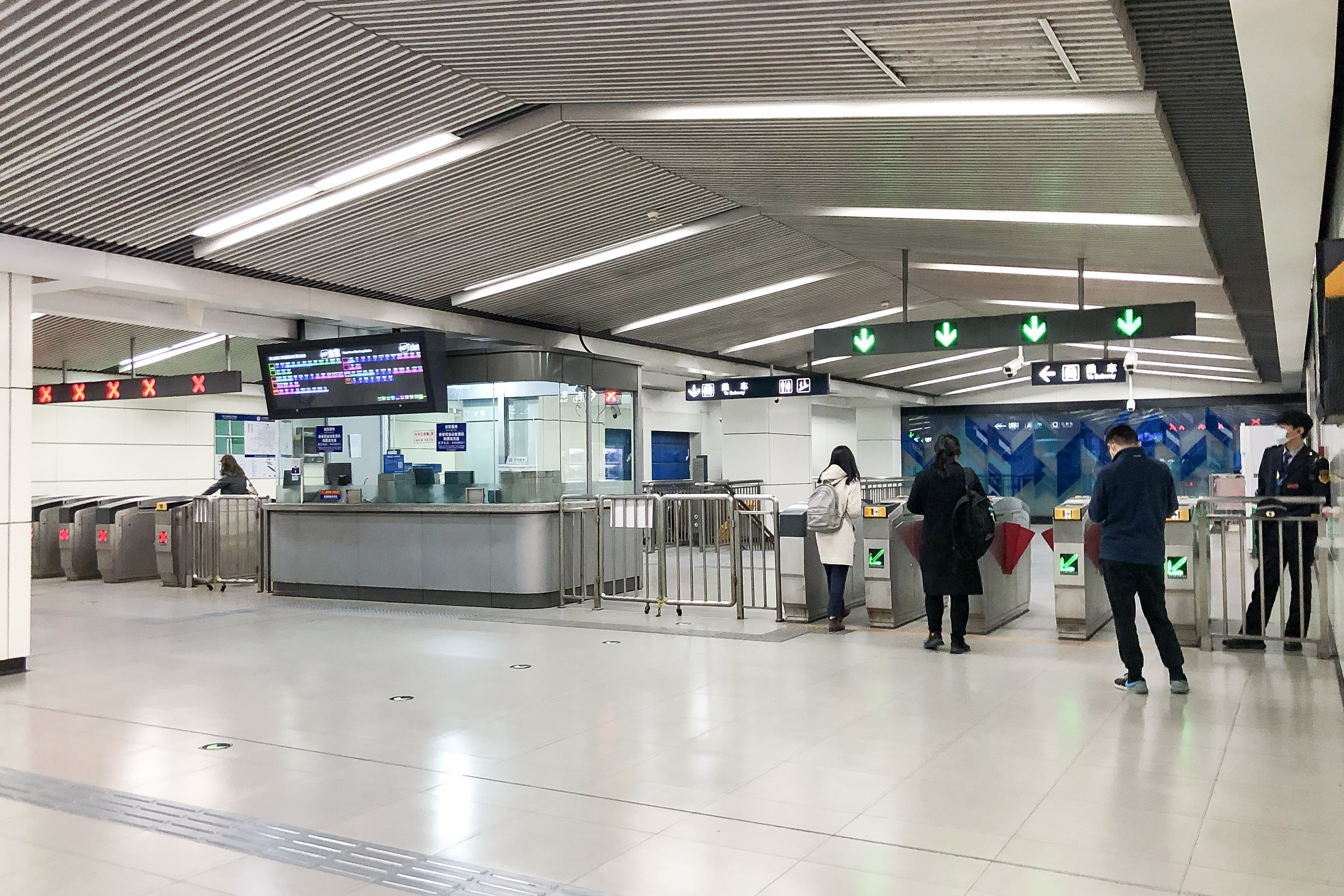
개조 전 10호선 서 대합실 (2021년 4월 촬영)
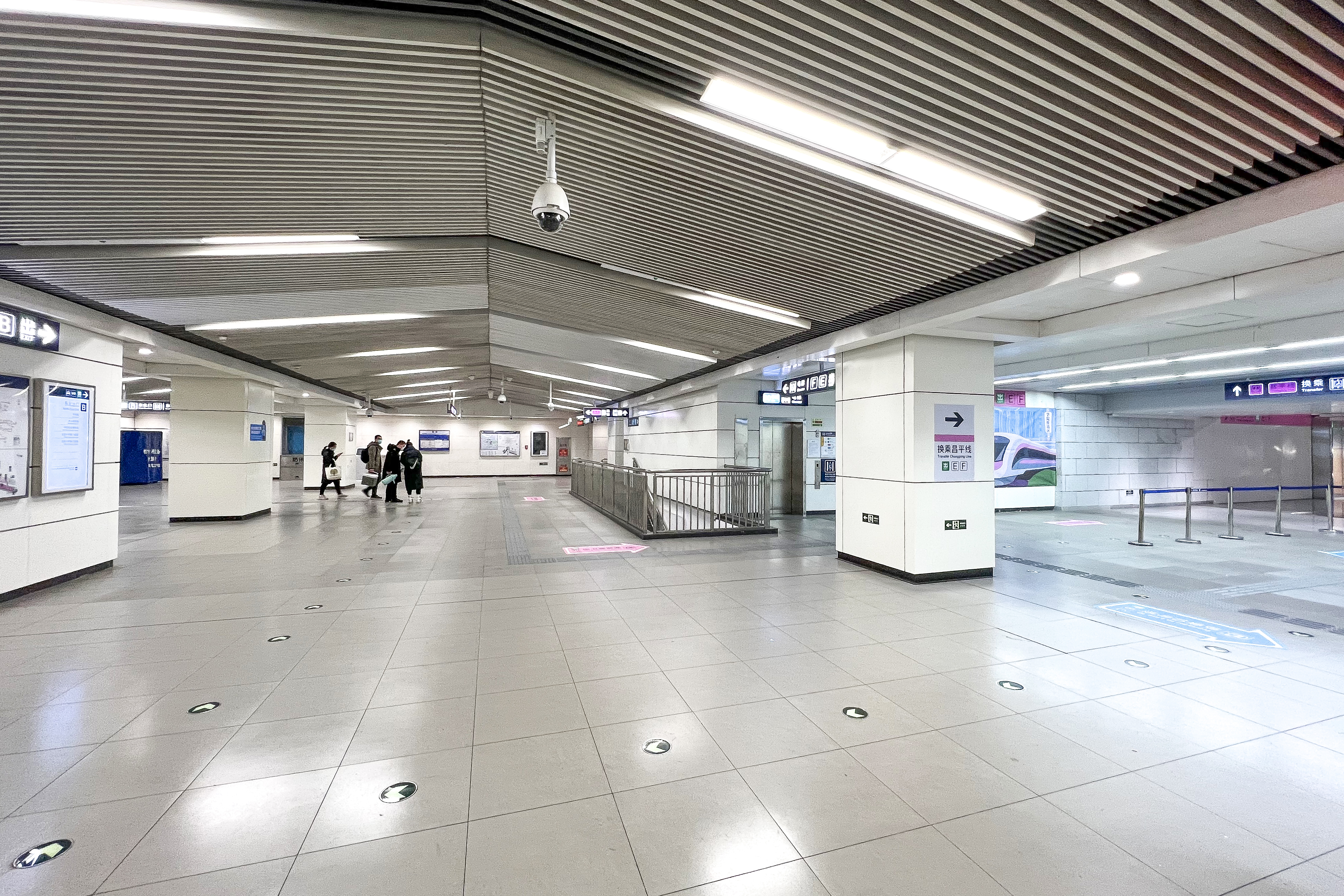
개조 후 10호선 동 대합실 (2023년 2월 촬영)
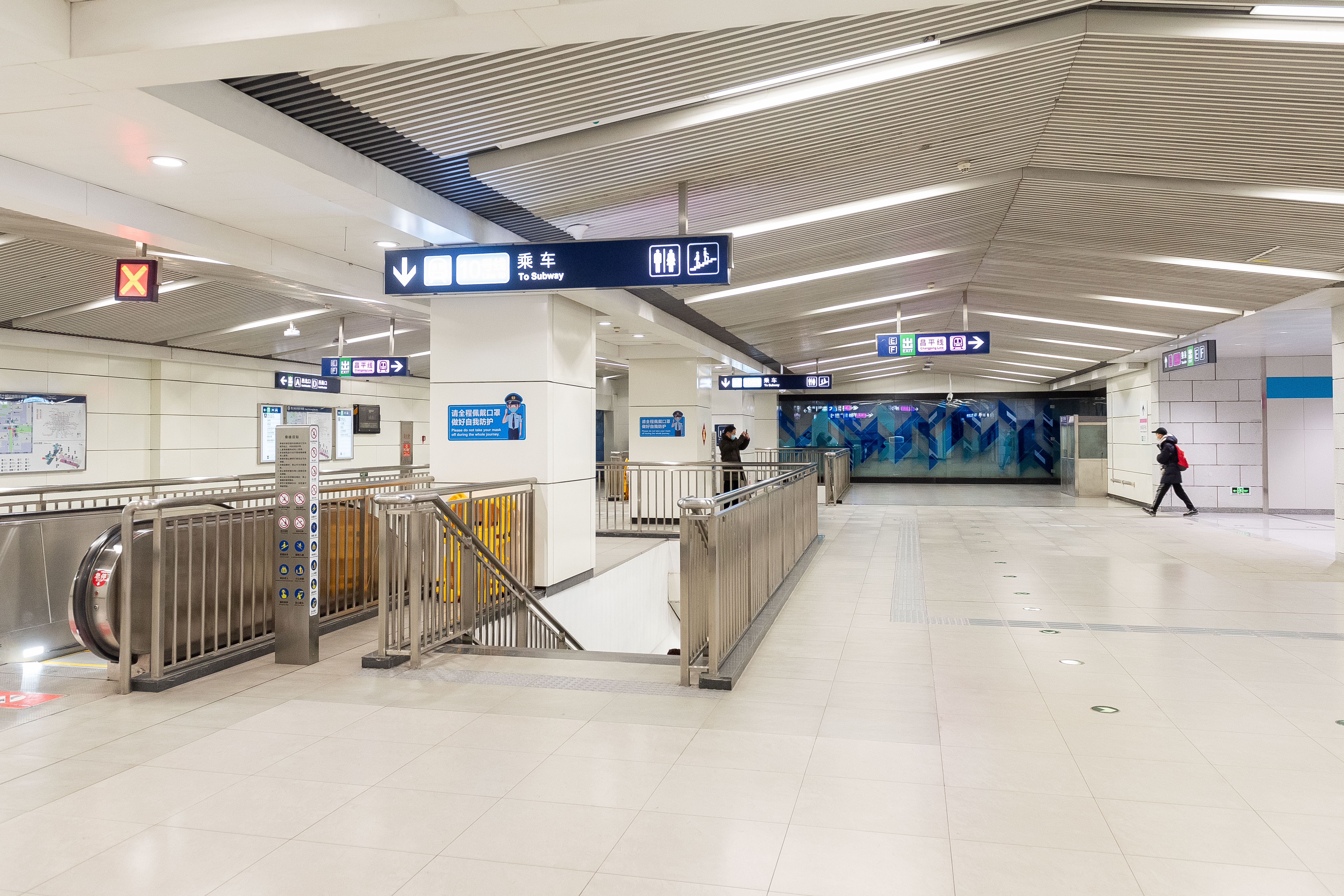
개조 후 10호선 서 대합실 (2023년 2월 촬영)
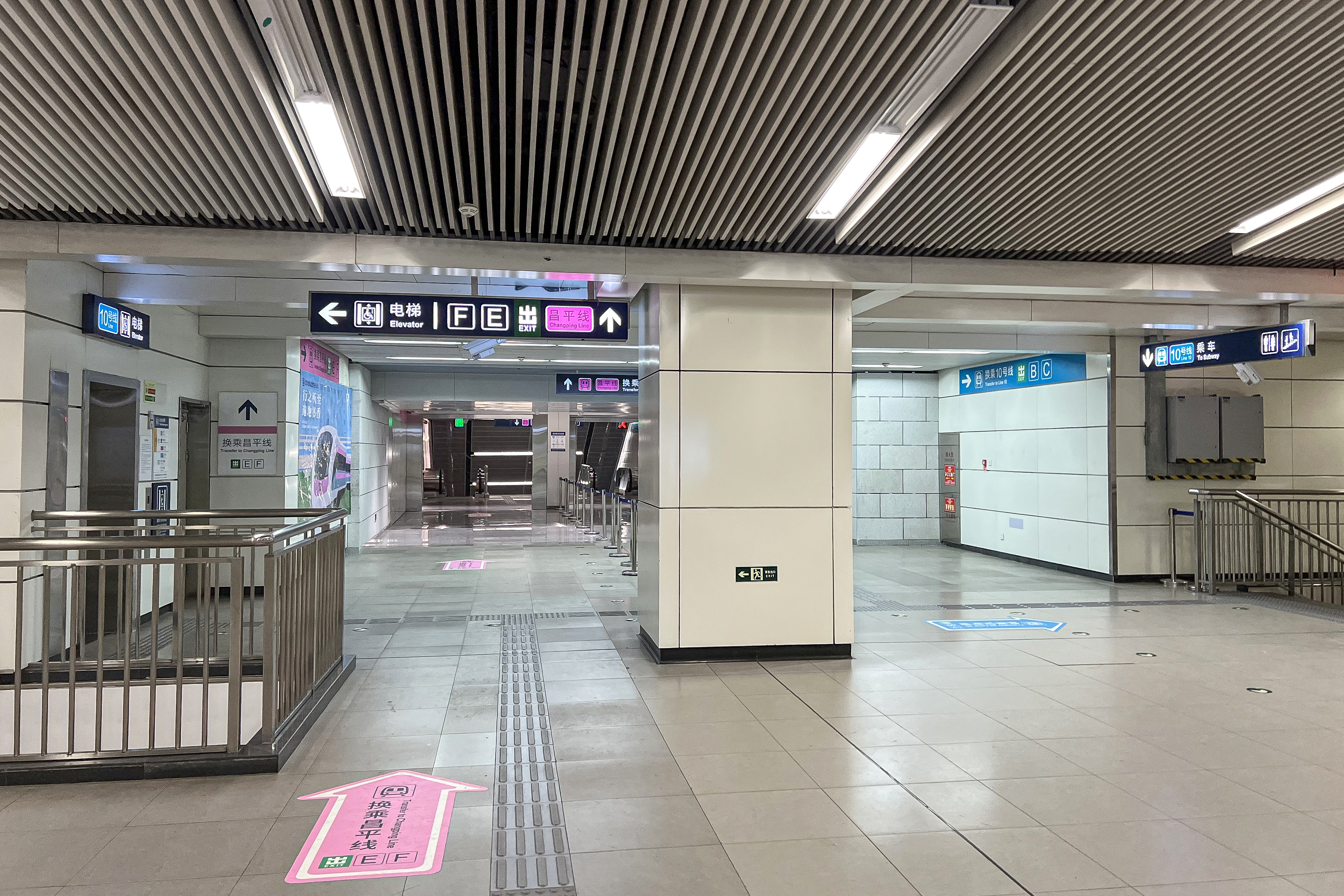
10호선 동 대합실에 새로 건설된 환승 통로 (2023년 2월 촬영)
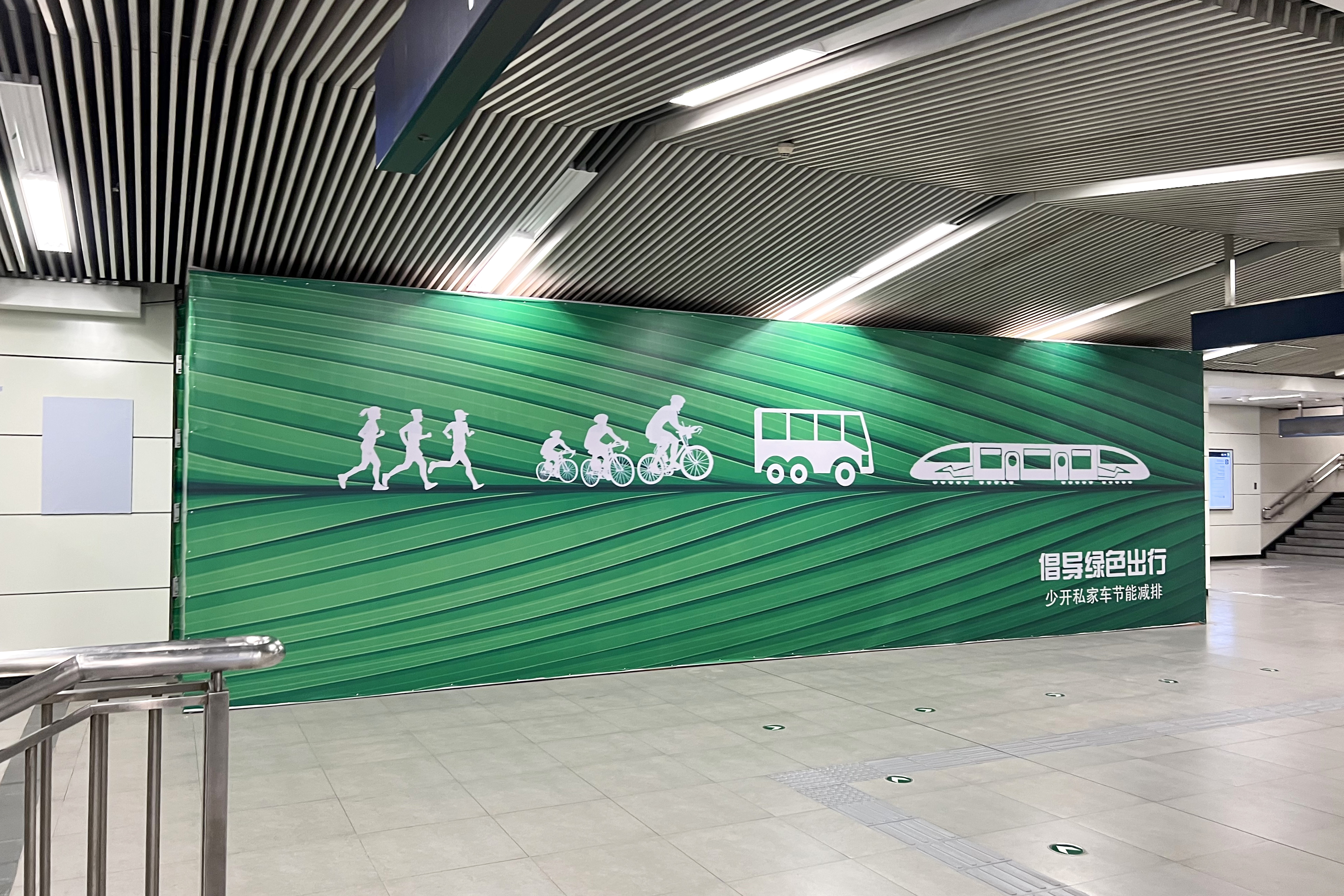
10호선 동 대합실에 새로 건설된 창핑선 환승 통로 (2022년 3월 촬영)
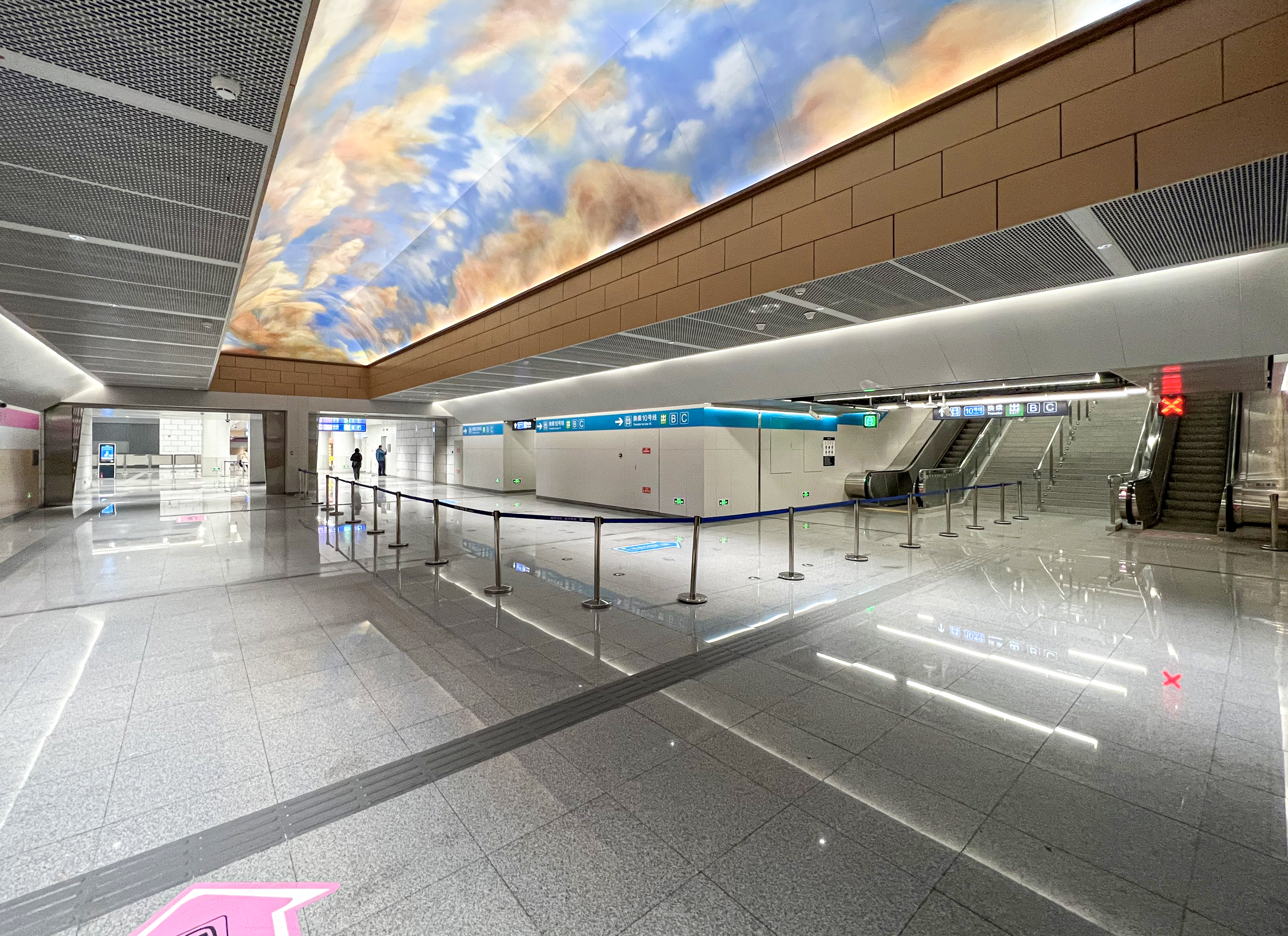
동쪽 환승 통로(2023년 2월 촬영)
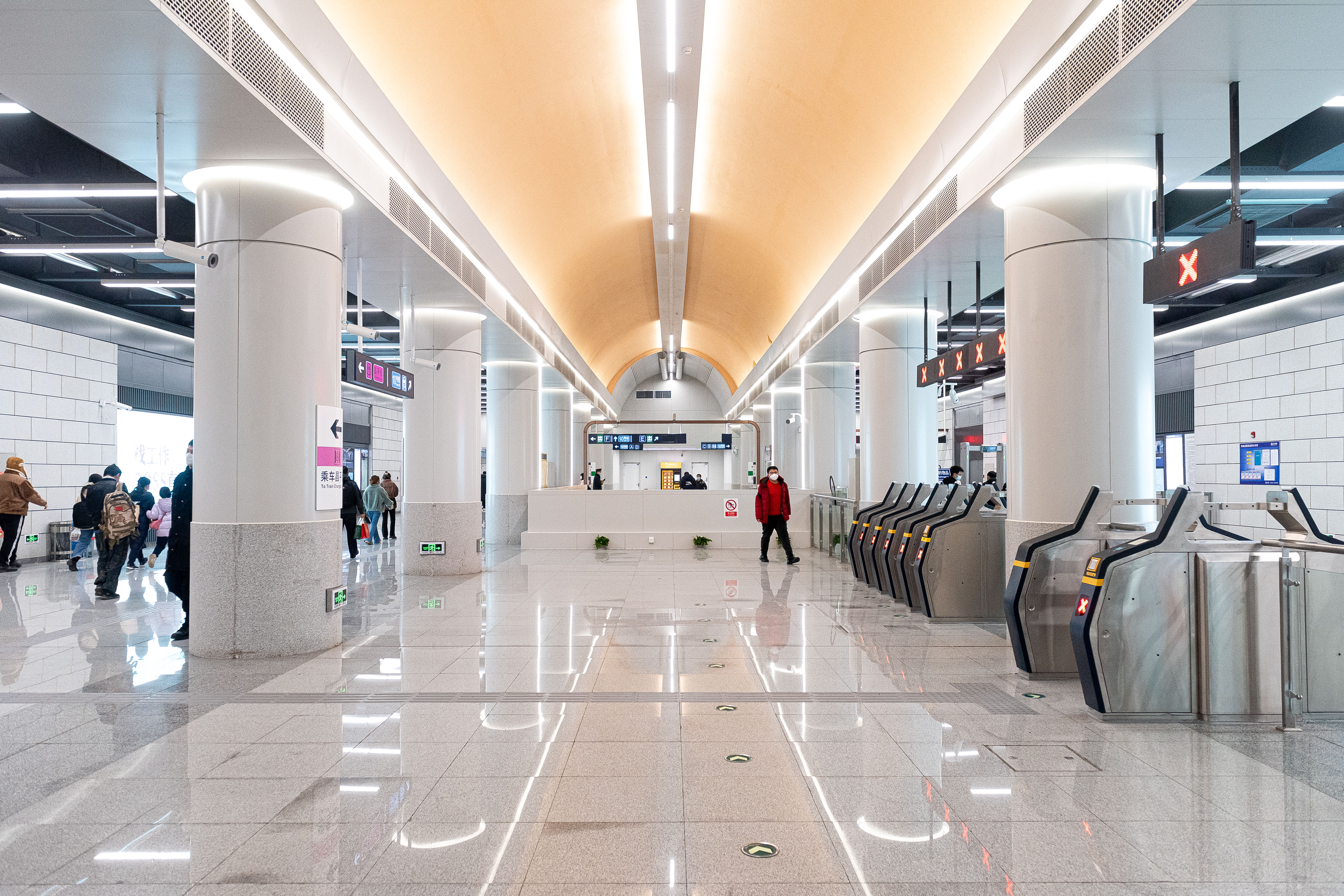
창핑선 대합실 (2023년 2월 촬영)
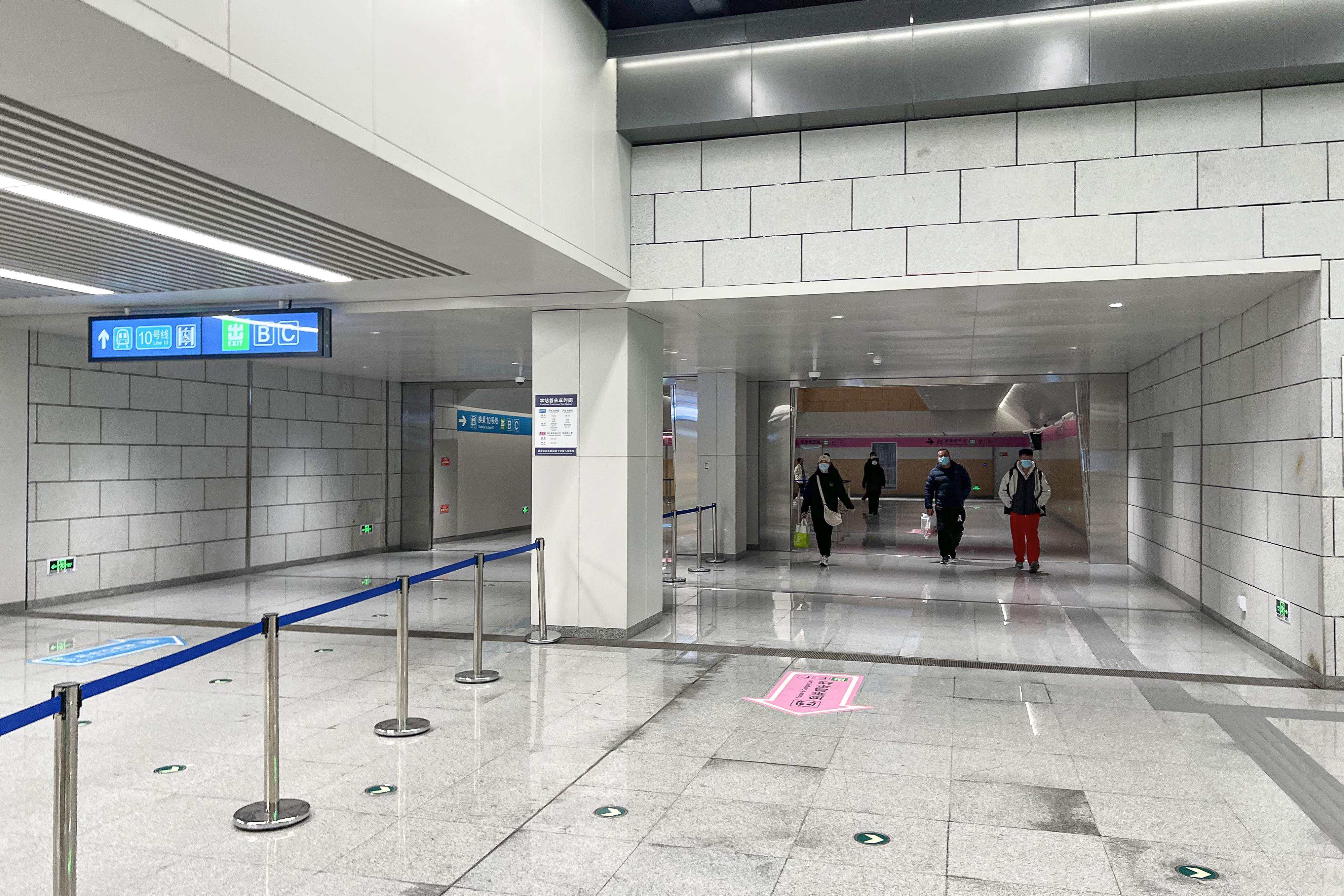
창핑선 대합실 북동측 환승통로 (2023년 2월 촬영)
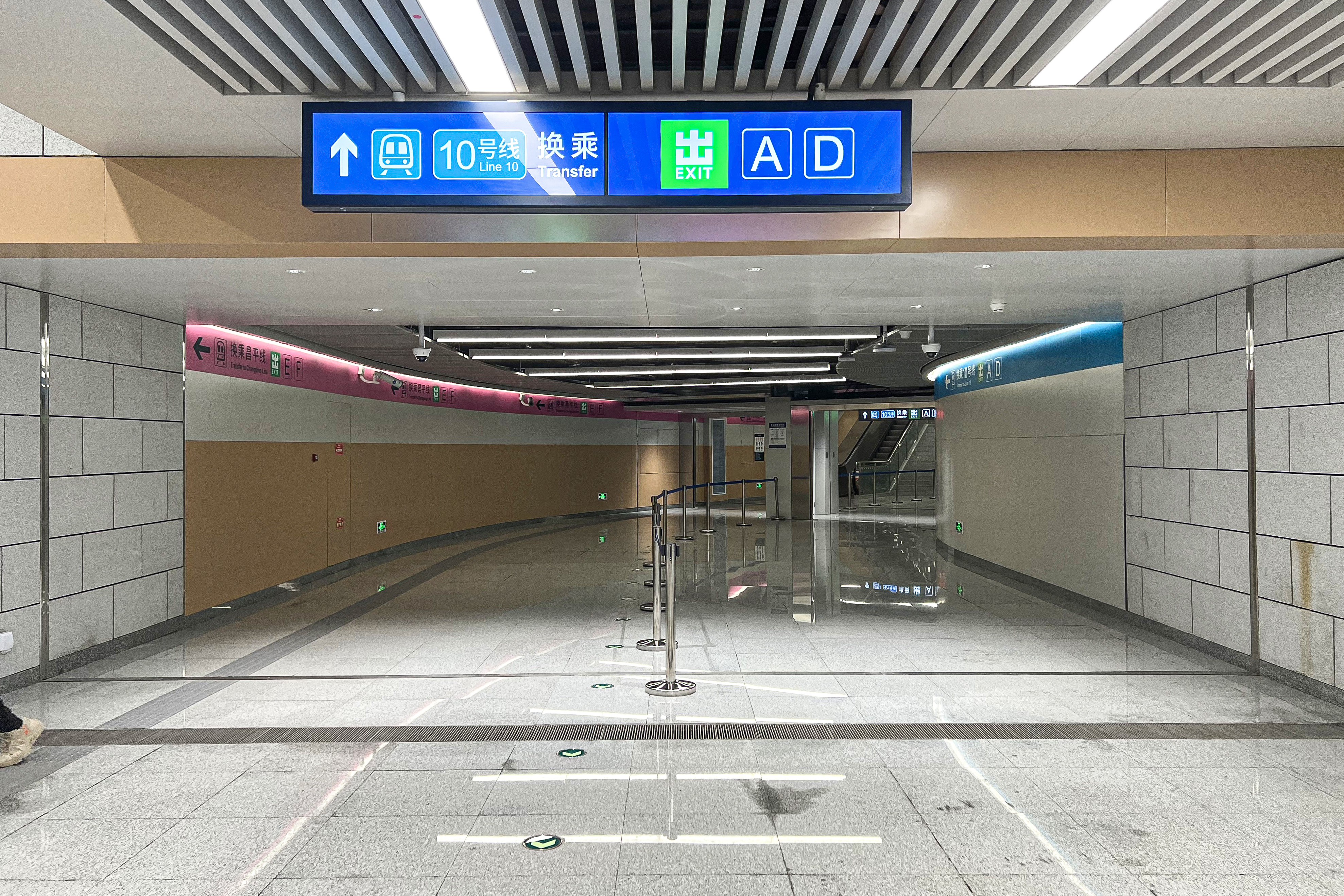
창평선 대합실 북서측 환승통로 (2023년 2월 촬영)

### 승강장

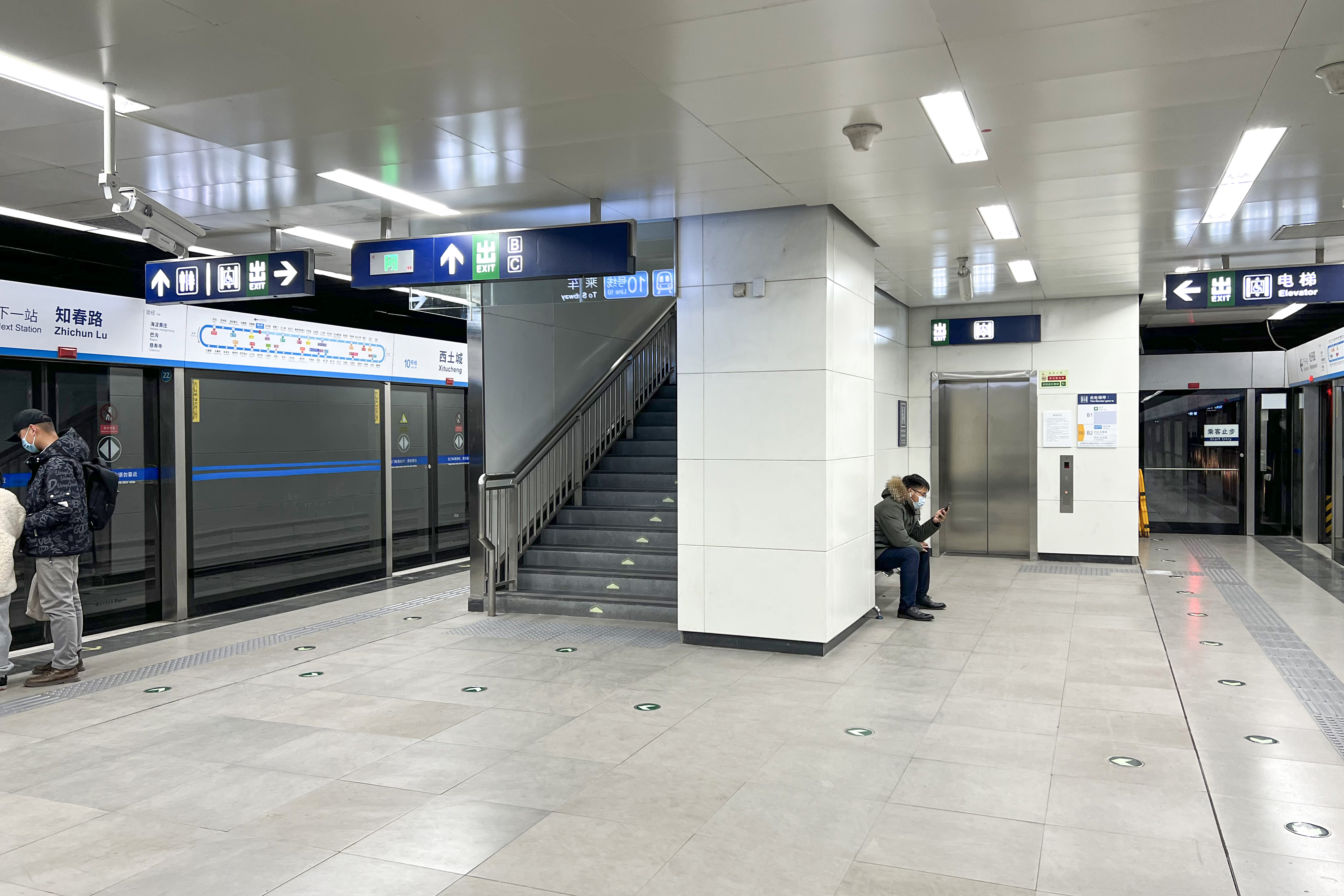
10호선 승강장 동쪽 끝 추가계단

10호선 시투청역은 즈춘로 - 베이투청 서로 아래에 섬식 승강장이 있다.

## 출입구
10호선 시투청역은 서북 출입구(A), 북동 출입구(B), 남동 출입구(C), 남서 출입구(D) 등 4개의 출입구가 있으며, 쉐즈교 네 모퉁이 및 쉐즈교 동남쪽에 에스컬레이터가 있다. 남쪽 모퉁이는 2021년 재건축 기간 동안 C출입구 유료 구역에 포함될 예정이었지만, 여전히 대합실 수준의 B출입구 끝에서 진입해야 한다. 환승 재건축의 필요성으로 인해 역 북쪽 출입구 A, B를 지하로 확장하고, 남쪽 출입구 C, D의 지상역 파빌리온을 지하로 확장하였다. 원래 지하 대합실에 있던 보안 검색 및 발권 장비를 수용하기 위해 지상 대합실로 변경되었다.
창핑선 시투청역에는 2개의 출입구가 있다. 북동쪽 출입구(E)와 남동쪽 출입구(F)는 모두 시투청로 동쪽에 위치한다. E 출입구는 베이투청거우 남쪽에 있으며 직선형 엘리베이터가 있다. F 출입구는 젠안 서로 남쪽에 있다.
|                         |                                | |      |             |
|                         |                                | |      |             |
| 출구                    | 지시                           | 출구 인근 | 사진 | 무장애 시설 |
| ■ 10호선 역사와 연결    |                                | |      |             |
| 出口 · A                | 즈춘로(知春路) 북측            | 쉐위안로(学院路) 서측, 베이징 항공항천대학(北京航空航天大学) |      | 빈칸        |
| 出口 · B                | 베이투청 서로(北土城西路) 북측 | 쉐위안로(学院路) 동측, 북경연합대학교 응용예술과학대학(北京联合大学应用文理学院), 다탕 전신(大唐电信), 베이징 대학 제3의원(北京大学第三医院), 베이징 대학 제6의원(北京大学第六医院) |      | 빈칸        |
| 出口 · C                | 베이투청 서로(北土城西路) 동측 | 베이투청 서로(北土城西路) 남측, 베이징 영화 대학(北京电影学院), 원대도성벽문화유적공원(元大都城垣遗址公园)                                                                          |      |             |
| 出口 · D                | 베이투청 서로(北土城西路) 서측 | 즈춘로(知春路) 남측, 중국 표준화 연구소(中国标准化研究院), 진추 국제빌딩(锦秋国际大厦)                                                                                              |      | 빈칸        |
| ■ 창핑선 역사와 연결    |                                | |      |             |
| 出口 · E                | 시투청로(西土城路) 동측        | |      |             |
| 出口 · F                | 시투청로(西土城路) 동측        | 젠안 서로(健安西路) 남측 |      | 빈칸        |
| 아이콘 설명: 엘리베이터 |                                | |      |             |

### 역 예술
창평선 대합실에는 벽화 "투청인기《土城印记》"가 있다. 대합실에서 승강장까지 북, 남쪽 에스컬레이터 벽에 "답화귀거《踏花归去》" 벽화가 있다. 환승 통로 천장에는 예술 장식 "천공하상《天空遐想》"이 장식되어 있다.

## 역사
2008년 2월, 10호선 1단계 역명이 결정되었고, 역명은 쉐위안로역(学院路站)에서 시투청역으로 변경되었다. 동년 7월 19일 10호선 1단계로 개통되었다.
2016년 12월 공개된 창핑선 남쪽 연장 환경영향보고서에 따르면 창핑선은 이 역에서 10호선과 환승 예정이 되었다.:42021년 9월 19일, 창핑선 남쪽 연장 환승 시설 개조에 협력하기 위해 시투청역은 폐쇄 재건축 단계에 돌입했다. 당초, 2022년 1월 11일에 운영을 재개할 예정이었지만, 2022년 1월 9일에 운영을 재개하도록 앞당겨졌다.
2023년 2월 2일, 베이징시 교통위원회는 창핑선 남쪽 연장선이 2023년 2월 4일 개통되며, 이 역이 창핑선 남쪽 끝의 임시 종착역이 될 것이라고 발표했다. 2024년 12월 15일 창핑선 지먼차오까지 개통되어 이 역은 창핑선의 중간역이 되었다.

## 사고
2021년 12월 26일 12시 30분, 지하철 창핑선 남쪽 연장 시투청역 대합실 공사 중, 들어올려 있던 대나무 플라스틱 판이 떨어져 건설 인부들을 덮치는 사고가 발생했다. 이 사고로 1명이 사망했다.